# Защипина, Наталья Александровна
Ната́лья Алекса́ндровна Защи́пина (род. 14 января 1939, Москва) — советская и российская актриса театра и кино. Заслуженная артистка РСФСР (1972).

## Биография
В возрасте четырёх лет была отобрана помощницей режиссёра Виктора Эйсымонта для съёмок в фильме «Жила-была девочка», где сыграла роль Кати — маленькой блокадницы, пережившей весь ужас блокады Ленинграда. В 1945 году снялась в роли Лидочки в фильме Ильи Фрэза «Слон и верёвочка», в 1948 году — фильм «Первоклассница» того же режиссёра, в 1949 году — «У них есть Родина» Александра Файнциммера. Оценивая успех данных картин, деятели искусств Слава Цукерман и Борис Парамонов называли девочку «советской Ширли Темпл».
Ближе к окончанию школы стала задумываться о своей профессии. Мать настаивала на том, чтобы Защипина шла учиться на пианистку, но сама мечтала о профессии актрисы. Вместе со своими друзьями стала пробовать поступать в театральные вузы Москвы, но её преследовали неудачи — в приёмных комиссиях считали, что девушка избалована кино.
В 1954 году поступила на актёрский факультет ВГИКа, на курс Ольги Пыжовой. При поступлении пришлось скрыть свой кинематографический опыт, и педагог узнала, что на её курсе учится довольно известная юная киноактриса, лишь на втором курсе. Вуз окончила в 1961 году.
После ВГИКа была принята в Московский академический театр сатиры. Главный режиссёр театра Валентин Плучек поставил условие: сначала Защипина должна стать хорошей актрисой, а до тех пор, пока этого не произойдёт, сниматься нельзя. И не принимала ни одного предложения сниматься, хотя таких было много. Однако в конце 1960-х годов поток приглашений сниматься иссяк. Её появления после этого эпизодичны или связаны с переносом на телеэкран спектаклей Театра сатиры.
В 1961 году была одной из первых ведущих КВН. Позже вела КВН с Александром Масляковым. Озвучивала персонажей диснеевских мультсериалов: Чипа из «Чип и Дейл спешат на помощь», миссис Клювдию из «Утиных историй», Миранду из «Чокнутого».

### Семья
Первый муж — Евгений Котов, директор киностудии имени Горького.
Второй муж — Юрий Бугна, художник. Сын — Михаил.
Третий муж — Борис Кумаритов (1939—2000), советский и российский актёр театра и озвучивания.

## Творчество

### Роли в кино
- 1944 — Жила-была девочка — Катя
- 1945 — Слон и верёвочка — Лидочка
- 1948 — Первоклассница — Маруся Орлова
- 1949 — У них есть Родина — Ира Соколова
- 1951 — В степи — Оля Чумакова
- 1954 — Дети партизана — Олеся Гречная
- 1958 — Ваня — Лена Крыльцова
- 1961 — Евдокия — Катя
- 1971 — Малыш и Карлсон, который живёт на крыше — мама
- 1975 — Маяковский смеётся, или Клоп-75
- 1975 — Это мы не проходили — Нина Красикова, мать Мити
- 2003 — Love-сервис — сотрудница фирмы
- 2004 — Детектив по-русски — тёща Ивана
- 2004 — Жизнь кувырком — соседка
- 2005 — Усадьба — бомжиха
- 2008 — Вероника не придёт — Люба, секретарша Вероники (пожилая)
- 2010 — Игрушки — Елизавета Павловна Суворова
- 2019 — А у нас во дворе… (2 сезон) — Тамара Павловна, консьержка

### Роли в театре Сатиры
- 1968 — «Малыш и Карлсон, который живёт на крыше» — мама
- 2018 — «Где мы?!…» Родиона Овчинникова[7] — вторая мать

#### Снятые с репертуара
- 1973 — «Пеппи Длинныйчулок»[8] — Пеппи
- 1973 — «Маленькие комедии большого дома» — Оля, жена Алика
- 2000 — «Неаполь — город миллионеров»[9] — Ассунта, племянница Аделаиды
- 2002 — «Игра»[10] — госпожа Атуева
- 2010 — «Как пришить старушку» — страховой агент
- 2011 — «Вечерний выезд общества слепых»[11] — бабушка
- 2013 — «Дураки»[12] — торговка

### Озвучивание

#### Мультфильмы
- 1948 — Цветик-семицветик — Женя

#### Радиоспектакли
- 1978 — Невероятные приключения Буратино и его друзей — лиса Алиса

### Дубляж и закадровое озвучивание

#### Телесериалы
- 1990—1991 — Твин Пикс[13][14] — Кэтрин Мартэлл (Пайпер Лори), Сара Палмер (Грейс Забриски), Норма Дженнингс (Пегги Липтон), Леди с поленом (Кэтрин Э. Коулсон), Надин Хэрли (Уэнди Роби) и др. (закадровый перевод студии кинопрограмм РГТРК «Останкино», 1993—1994 гг.)

#### Мультсериалы
- 1987—1990 — Утиные истории[15] — миссис Клювдия (за исключением серии «Скрудж разоряется»), корреспондент Вебра Уолтерс, Золотко Голди, Мамаша Гавс (за исключением серий «Похитители роботов», «Герой по найму», «Племянники против Купидона» и «Клуб миллиардеров братьев Гавс»), миссис Крякшелл (за исключением серии «Скрудж — синий воротничок»), Гэндра Ди (в дубляже 1994 года), миссис Фезерби (за исключением серий «В стране динозавров», «Герой по найму» и «Гавсомания»), эпизодические и второстепенные персонажи (дубляж Телевизионной студии кинопрограмм 1990—1991 гг., 52 серии, студии кинопрограмм РГТРК «Останкино» 1992 г., 26 серий, студии «Нота» и студии «Пифагор» по заказу РТР 1994 г., 13 серий)
- 1989—1990 — Чип и Дейл спешат на помощь[15] — Чип, Кэти Камамбер (в серии «Родительское благоразумие — в сторону»), эпизодические и второстепенные персонажи (дубляж Телевизионной студии кинопрограмм 1990—1991 гг., 52 серии)
- 1992—1994 — Русалочка[15] — мама Себастьяна (дубляж студии «Пифагор» по заказу РТР, 1995 г.)

## Награды
- Медаль «За трудовое отличие» (6 марта 1950) — за выдающиеся заслуги в развитии советской кинематографии[16].
- Заслуженная артистка РСФСР (1972).